# Savannah Challenger 2014
Il Savannah Challenger 2014 è stato un torneo di tennis facente parte della categoria ATP Challenger Tour nell'ambito dell'ATP Challenger Tour 2014. È stata la 6ª edizione del torneo che si è giocato a Savannah in USA dal 21 al 27 aprile 2014 su campi in terra verde e aveva un montepremi di $50,000.

## Partecipanti singolare

### Teste di serie
| Nazionalità | Giocatore          | Ranking | Testa di serie |
| ----------- | ------------------ | ------- | -------------- |
| Stati Uniti | Donald Young       | 81      | 1              |
| Stati Uniti | Jack Sock          | 88      | 2              |
| Stati Uniti | Tim Smyczek        | 106     | 3              |
| Russia      | Alex Bogomolov Jr. | 116     | 4              |
| Stati Uniti | Alex Kuznetsov     | 123     | 5              |
| Canada      | Peter Polansky     | 137     | 6              |
| Canada      | Frank Dancevic     | 140     | 7              |
| Austria     | Gerald Melzer      | 150     | 8              |

### Altri partecipanti
Giocatori che hanno ricevuto una wild card:
- Evan King
- Jeff Dadamo
- Noah Rubin
- Robby Ginepri

Giocatori che sono passati dalle qualificazioni:
- Yoshihito Nishioka
- Thanasi Kokkinakis
- Bjorn Fratangelo
- Jean-Yves Aubone

Giocatori che hanno ricevuto un entry come special exempt:
- Daniel Kosakowski

## Partecipanti doppio

### Teste di serie
| Nazionalità | Giocatore       | Nazionalità | Giocatore       | Ranking | Testa di serie |
| ----------- | --------------- | ----------- | --------------- | ------- | -------------- |
| Croazia     | Marin Draganja  | Finlandia   | Henri Kontinen  | 124     | 1              |
| Stati Uniti | Nicholas Monroe | Stati Uniti | Jack Sock       | 168     | 2              |
| Germania    | Philipp Marx    | Slovacchia  | Michal Mertiňák | 178     | 3              |
| Australia   | Rameez Junaid   | Canada      | Adil Shamasdin  | 203     | 4              |

### Altri partecipanti
Coppie che hanno ricevuto una wild card:
- Evan King /  Devin McCarthy
- Collin Altamirano /  Stefan Kozlov
- Robby Ginepri /  Alex Kuznetsov

Coppie che sono passate dalle qualificazioni:
- David Rice /  Sean Thornley

## Vincitori

### Singolare
Nick Kyrgios ha battuto in finale  Jack Sock con il punteggio di 2–6, 7–6(4), 6–4

### Doppio
Ilija Bozoljac /  Michael Venus hanno battuto in finale  Facundo Bagnis /  Alex Bogomolov Jr. con il punteggio di 7–5, 6–2